# Аріобарзан I Кійський
Аріобарзан I Кійський (перс. Ariyabrdhna, дав.-гр. Ἀριoβαρζάνης) — правитель міста Кія, який правив з 420 по 402 рік до нашої ери нашої ери. Перший відомий династ і сатрап Понтійської держави, від кого походить рід майбутніх Понтійських монархів Мітрідатідів.

## Життєпис
Аріобарзан або Аріябарган, правив містом Кія у 5 ст до н. е. Місто Кія було стратегічно розташоване на початку затоки в Пропонтиді (Мармурове море), що називається затокою Кія, й контролював шлях з Середземного моря у Чорне.
405 р. до н. е. він дав притулок афінським посланцям, які втекли з трирічного полону при дворі перського принца Кіра Молодшого. Є припущення, що саме Аріобарзан I допоміг спартанському дипломату Анталкіду в місії, яка завершилася укладенням мирної угоди.
Його також ототожнюють зі сатрапом Аріобарзаном з Фрігії, який був зраджений власним сином Мітрідатом Кійським під час повстання сатрапів, переданий Перському імператору і засуджений до смерті в Сузах, розп'ятий у 362 р. до н. е.